# Sette giorni nella vita di un uomo
Sette giorni nella vita di un uomo (Tydzień z życia mężczyzny) è un film del 1999 diretto da Jerzy Stuhr.